# Votações no impeachment de Fernando Collor
As votações no processo de impeachment de Fernando Collor ocorreram em diversos momentos. Primeiro, a comissão especial formada por deputados federais decidiu sobre o pedido de impedimento do mandato presidencial de Fernando Collor, se seria admitido ou não. Independentemente do resultado, o parecer foi votado no plenário da Câmara dos Deputados, no qual o resultado seria decisivo no prosseguimento ou na rejeição do processo. Em ambas as votações, a denúncia foi admitida e o parecer sobre o mandatário Fernando Collor de Mello foi encaminhado ao Senado Federal.

## Na Câmara dos Deputados

### Na comissão especial, sobre a admissibilidade
A Comissão Especial destinada a dar parecer sobre a denúncia contra Fernando Collor por crimes de responsabilidade, oferecida por Barbosa Lima Sobrinho e Marcello Lavenère, em reunião ordinária realizada em 24 de setembro de 1992, opinou, contra o voto de Humberto Souto, pela não apreciação do requerimento de diligências e de produção de provas, pela admissibilidade jurídica e política da acusação e pela autorização para instauração, pelo Senado Federal, de processo de crime de responsabilidade promovido por Barbosa Lima Sobrinho e Marcello Lavenère contra Fernando Affonso Collor de Mello, nos termos do parecer do relator Nelson Jobim. Hélio Bicudo apresentou voto em separado. Apresentaram declarações de voto: Edevaldo Alves da Silva, Robson Tuma, Maurílio Ferreira Lima e Lázaro Barbosa. Gastone Righi absteve-se de votar.
A comissão aprovou o relatório de Jobim, por 32 votos a 1. 15 deputados faltaram à sessão.

#### Votos
| UF                  | Deputado                       | Partido | Voto  |
| ------------------- | ------------------------------ | ------- | ----- |
| Paraná              | Abelardo Lupion                | PFL     | Falta |
| Ceará               | Aécio de Borba*                | PDS     | Falta |
| São Paulo           | Aldo Rebelo                    | PCdoB   | Sim   |
| Alagoas             | Antônio Holanda                | PSC     | Falta |
| Ceará               | Antônio dos Santos             | PFL     | Falta |
| Rio de Janeiro      | Artur da Távola                | PSDB    | Sim   |
| São Paulo           | Bebetto Haddad                 | PTR     | Falta |
| Bahia               | Carlos Albuquerque*            | PDC     | Falta |
| Piauí               | Ciro Nogueira                  | PFL     | Falta |
| Goiás               | Délio Braz*                    | PFL     | Falta |
| São Paulo           | Edevaldo Alves da Silva        | PDS     | Sim   |
| Rondônia            | Edison Fidelis*                | PTB     | Falta |
| Mato Grosso do Sul  | Elísio Curvo                   | PRN     | Falta |
| Amazonas            | Ézio Ferreira*                 | PFL     | Falta |
| São Paulo           | Fábio Meirelles*               | PDS     | Falta |
| Bahia               | Felix Mendonça*                | PTB     | Falta |
| Maranhão            | Francisco Coelho*              | PDC     | Falta |
| Tocantins           | Freire Júnior*                 | PRN     | Falta |
| São Paulo           | Gastone Righi                  | PTB     | Abs.  |
| Mato Grosso do Sul  | George Takimoto                | PFL     | Falta |
| São Paulo           | Hélio Bicudo                   | PT      | Sim   |
| Minas Gerais        | Humberto Souto                 | PFL     | Não   |
| Rio Grande do Norte | Iberê Ferreira*                | PFL     | Falta |
| Minas Gerais        | Ibrahim Abi-Ackel              | PDS     | Sim   |
| Minas Gerais        | Irani Barbosa                  | PSD     | Sim   |
| Minas Gerais        | Israel Pinheiro                | PRS     | Sim   |
| Paraíba             | Ivan Burity                    | PRN     | Falta |
| Ceará               | Jackson Pereira                | PSDB    | Sim   |
| Bahia               | Jairo Carneiro*                | PFL     | Falta |
| Piauí               | Jesus Tajra*                   | PFL     | Falta |
| Bahia               | João Almeida                   | PMDB    | Sim   |
| Maranhão            | João Rodolfo*                  | PDS     | Falta |
| Espírito Santo      | Jones dos Santos Neves Filho   | PL      | Sim   |
| Maranhão            | José Carlos Saboia             | PSB     | Sim   |
| Pernambuco          | José Carlos Vasconcelos*       | PRN     | Falta |
| São Paulo           | José Dirceu                    | PT      | Sim   |
| São Paulo           | José Genoíno                   | PT      | Sim   |
| Alagoas             | José Thomaz Nonô               | PMDB    | Sim   |
| Goiás               | Lázaro Barbosa                 | PMDB    | Sim   |
| Tocantins           | Leomar Quintanilha             | PDC     | Falta |
| Paraná              | Luiz Carlos Hauly              | PST     | Sim   |
| São Paulo           | Manoel Moreira                 | PMDB    | Sim   |
| São Paulo           | Marcelino Romano Machado*      | PDS     | Falta |
| Roraima             | Marcelo Luz*                   | PTR     | Falta |
| Pará                | Mário Chermont                 | PTR     | Falta |
| Rondônia            | Maurício Calixto               | PFL     | Falta |
| Pernambuco          | Maurílio Ferreira Lima         | PMDB    | Sim   |
| Rio de Janeiro      | Miro Teixeira                  | PDT     | Sim   |
| Rio Grande do Sul   | Nelson Jobim                   | PMDB    | Sim   |
| Santa Catarina      | Neuto de Conto                 | PMDB    | Sim   |
| Paraná              | Onaireves Moura*               | PTB     | Falta |
| Rio Grande do Sul   | Osvaldo Bender                 | PDS     | Sim   |
| Pará                | Osvaldo Melo                   | PDS     | Falta |
| Piauí               | Paes Landim                    | PFL     | Falta |
| Minas Gerais        | Paulino Cícero de Vasconcellos | PSDB    | Sim   |
| Pernambuco          | Pedro Corrêa*                  | PFL     | Falta |
| Maranhão            | Pedro Novais                   | PDC     | Falta |
| Rondônia            | Reditario Cassol*              | PTR     | Falta |
| Rio de Janeiro      | Regina Gordilho                | PRP     | Sim   |
| Pernambuco          | Roberto Freire                 | PPS     | Sim   |
| Rio de Janeiro      | Roberto Jefferson              | PTB     | Falta |
| São Paulo           | Robson Tuma                    | PL      | Sim   |
| Acre                | Ronivon Santiago*              | PSC     | Falta |
| Rio de Janeiro      | Sidney de Miguel               | PV      | Sim   |
| Distrito Federal    | Sigmaringa Seixas              | PSDB    | Sim   |
| Bahia               | Tourinho Dantas                | PFL     | Falta |
| Ceará               | Ubiratan Aguiar                | PMDB    | Sim   |
| Rio de Janeiro      | Vivaldo Barbosa                | PDT     | Sim   |
| Rio Grande do Sul   | Wilson Muller                  | PDT     | Sim   |
| Minas Gerais        | Zaire Rezende                  | PMDB    | Sim   |

* Suplente

### No Plenário, sobre a admissibilidade
A sessão definitiva da Câmara, no dia 29 de setembro, tinha a seguinte agenda: abertura às 10 horas; manifestação dos líderes na câmara; e votação dos deputados, com tempo previsto de dez segundos para cada voto. Cada deputado teria que ir ao microfone e responder: sim, para a aprovação do parecer que recomendava a abertura do processo contra Collor; não, para a rejeição do parecer; ou abstenção. A abertura do processo no Senado só poderia ser autorizada com 336 votos favoráveis.
Às 18 horas e 31 minutos de 29 de setembro, o deputado Paulo Romano (PFL-MG) emitiu o voto favorável de número 336. Nesse momento, a Câmara dos Deputados decidiu pela autorização do processo de impedimento ao Senado.
Depois que o impeachment foi aprovado, o Presidente da Câmara dos Deputados Ibsen Pinheiro também votou favoravelmente e disse uma citação do espanhol Miguel de Unamuno: “Há momentos em que silenciar é mentir. O que o povo quer, esta Casa quer, e o que esta Casa quer, o seu Presidente também quer!”.
A sessão durou 9 horas e 18 minutos e a votação durou duas horas e dezesseis minutos. A vitória oposicionista ocorreu por 441 votos favoráveis contra 38 contrários. Houve apenas uma abstenção e 23 ausentes dentre os 503 deputados.

#### Votos
Os votos estão ordenados por estado e regiões.
| Votos necessários para a admissibilidade do processo: 336 |    |    |
| \| 441 \| 38 \| 24 \|                                     |    |    |
| 441                                                       | 38 | 24 |

Sul
| Estado            | Deputado               | Partido       | Voto  |
| ----------------- | ---------------------- | ------------- | ----- |
| Paraná            | Abelardo Lupion        | PFL           | Não   |
| Paraná            | Antônio Bárbara        | PRN           | Sim   |
| Paraná            | Antônio Ueno           | PFL           | Sim   |
| Paraná            | Basilio Villani        | PDS           | Não   |
| Paraná            | Carlos Roberto Massa   | PRN           | Sim   |
| Paraná            | Carlos Scarpelini      | PST           | Sim   |
| Paraná            | Delcino Tavares        | PST           | Sim   |
| Paraná            | Edésio Passos          | PT            | Sim   |
| Paraná            | Edi Siliprandi         | PDT           | Falta |
| Paraná            | Elio Dalla-Vecchia     | PDT           | Sim   |
| Paraná            | Flávio Arns            | PSDB          | Sim   |
| Paraná            | Homero Oguido          | PMDB          | Sim   |
| Paraná            | Ivânio Guerra          | PFL           | Sim   |
| Paraná            | Joni Varisco           | PMDB          | Sim   |
| Paraná            | Luciano Pizzatto       | PFL           | Sim   |
| Paraná            | Luiz Carlos Hauly      | PST           | Sim   |
| Paraná            | Matheus Iensen         | PTB           | Sim   |
| Paraná            | Max Rosenmann          | PFL           | Sim   |
| Paraná            | Munhoz da Rocha        | PSDB          | Sim   |
| Paraná            | Onaireves Moura        | PTB           | Sim   |
| Paraná            | Otto Cunha             | PRN           | Sim   |
| Paraná            | Paulo Bernardo         | PT            | Sim   |
| Paraná            | Pedro Tonelli          | PT            | Sim   |
| Paraná            | Pinga-Fogo de Oliveira | PRN           | Sim   |
| Paraná            | Renato Johnsson        | (Sem partido) | Sim   |
| Paraná            | Romero Filho           | PST           | Sim   |
| Paraná            | Rubens Bueno           | PSDB          | Sim   |
| Paraná            | Said Ferreira          | PMDB          | Sim   |
| Paraná            | Werner Wanderer        | PFL           | Sim   |
| Paraná            | Wilson Moreira         | PSDB          | Sim   |
| Rio Grande do Sul | Adão Pretto            | PT            | Sim   |
| Rio Grande do Sul | Adroaldo Streck        | PSDB          | Sim   |
| Rio Grande do Sul | Adylson Motta          | PDS           | Sim   |
| Rio Grande do Sul | Aldo Pinto             | PDT           | Sim   |
| Rio Grande do Sul | Amaury Muller          | PDT           | Sim   |
| Rio Grande do Sul | Antônio Britto         | PMDB          | Sim   |
| Rio Grande do Sul | Arno Magarinos         | PFL           | Sim   |
| Rio Grande do Sul | Carlos Azambuja        | PDS           | Não   |
| Rio Grande do Sul | Carrion Júnior         | PDT           | Sim   |
| Rio Grande do Sul | Celso Bernardi         | PDS           | Sim   |
| Rio Grande do Sul | Éden Pedroso           | PDT           | Sim   |
| Rio Grande do Sul | Fernando Carrion       | PDS           | Sim   |
| Rio Grande do Sul | Fetter Júnior          | PDS           | Sim   |
| Rio Grande do Sul | Germano Rigotto        | PMDB          | Sim   |
| Rio Grande do Sul | Ivo Mainardi           | PMDB          | Sim   |
| Rio Grande do Sul | João de Deus Antunes   | PDS           | Sim   |
| Rio Grande do Sul | Jorge Uequed           | PSDB          | Sim   |
| Rio Grande do Sul | José Fortunati         | PT            | Sim   |
| Rio Grande do Sul | Luís Roberto Ponte     | PMDB          | Sim   |
| Rio Grande do Sul | Mendes Ribeiro         | PMDB          | Sim   |
| Rio Grande do Sul | Nelson Jobim           | PMDB          | Sim   |
| Rio Grande do Sul | Nelson Proença         | PMDB          | Sim   |
| Rio Grande do Sul | Odacir Klein           | PMDB          | Sim   |
| Rio Grande do Sul | Osvaldo Bender         | PDS           | Sim   |
| Rio Grande do Sul | Paulo Paim             | PT            | Sim   |
| Rio Grande do Sul | Raul Pont              | PT            | Sim   |
| Rio Grande do Sul | Telmo Kirst            | PDS           | Sim   |
| Rio Grande do Sul | Valdomiro Lima         | PDT           | Sim   |
| Rio Grande do Sul | Victor Faccioni        | PDS           | Sim   |
| Rio Grande do Sul | Wilson Muller          | PDT           | Sim   |
| Rio Grande do Sul | Ibsen Pinheiro         | PMDB          | Sim   |
| Santa Catarina    | Ângela Amin            | PDS           | Sim   |
| Santa Catarina    | Cesar Souza            | PFL           | Sim   |
| Santa Catarina    | Dejandir Dalpasquale   | PMDB          | Sim   |
| Santa Catarina    | Dércio Knop            | PDT           | Sim   |
| Santa Catarina    | Eduardo Moreira        | PMDB          | Sim   |
| Santa Catarina    | Hugo Biehl             | PDS           | Sim   |
| Santa Catarina    | Jarvis Gaidzinski      | PL            | Sim   |
| Santa Catarina    | Luci Choinacki         | PT            | Sim   |
| Santa Catarina    | Luiz Henrique          | PMDB          | Sim   |
| Santa Catarina    | Nelson Morro           | PFL           | Não   |
| Santa Catarina    | Neuto de Conto         | PMDB          | Sim   |
| Santa Catarina    | Paulo Bauer            | PDS           | Sim   |
| Santa Catarina    | Paulo Duarte           | PFL           | Sim   |
| Santa Catarina    | Renato Vianna          | PMDB          | Sim   |
| Santa Catarina    | Ruberval Pilotto       | PDS           | Sim   |
| Santa Catarina    | Vasco Furlan           | PDS           | Sim   |

Sudeste
| Estado         | Deputado                       | Partido       | Voto  |
| -------------- | ------------------------------ | ------------- | ----- |
| Espírito Santo | Aloízio Santos                 | PDT           | Sim   |
| Espírito Santo | Etevalda Grassi de Menezes     | PMDB          | Sim   |
| Espírito Santo | João Baptista Motta            | PSDB          | Sim   |
| Espírito Santo | Jones dos Santos Neves Filho   | PL            | Sim   |
| Espírito Santo | Jório de Barros                | PMDB          | Sim   |
| Espírito Santo | Nilton Baiano                  | PMDB          | Sim   |
| Espírito Santo | Paulo Hartung                  | PSDB          | Sim   |
| Espírito Santo | Rita Camata                    | PMDB          | Sim   |
| Espírito Santo | Roberto Valadão                | PMDB          | Sim   |
| Espírito Santo | Rose de Freitas                | PSDB          | Sim   |
| Minas Gerais   | Aécio Neves                    | PSDB          | Sim   |
| Minas Gerais   | Agostinho Valente              | PT            | Sim   |
| Minas Gerais   | Aloísio Vasconcelos            | PMDB          | Sim   |
| Minas Gerais   | Aníbal Teixeira                | PTB           | Sim   |
| Minas Gerais   | Aracely de Paula               | PFL           | Sim   |
| Minas Gerais   | Armando Costa                  | PMDB          | Sim   |
| Minas Gerais   | Avelino Costa                  | PL            | Sim   |
| Minas Gerais   | Camilo Machado                 | PFL           | Sim   |
| Minas Gerais   | Célio de Castro                | PSB           | Sim   |
| Minas Gerais   | Edmar Moreira                  | PRN           | Sim   |
| Minas Gerais   | Elias Murad                    | PSDB          | Sim   |
| Minas Gerais   | Felipe Neri                    | PMDB          | Sim   |
| Minas Gerais   | Fernando Diniz                 | PMDB          | Sim   |
| Minas Gerais   | Genésio Bernardino             | PMDB          | Sim   |
| Minas Gerais   | Getúlio Neiva                  | PL            | Sim   |
| Minas Gerais   | Humberto Souto                 | PFL           | Não   |
| Minas Gerais   | Ibrahim Abi-Ackel              | PDS           | Sim   |
| Minas Gerais   | Irani Barbosa                  | PSD           | Sim   |
| Minas Gerais   | Israel Pinheiro                | PRS           | Sim   |
| Minas Gerais   | João Paulo                     | PT            | Sim   |
| Minas Gerais   | João Rosa                      | PFL           | Sim   |
| Minas Gerais   | José Aldo                      | PRS           | Sim   |
| Minas Gerais   | José Belato                    | PMDB          | Sim   |
| Minas Gerais   | José Geraldo                   | PMDB          | Sim   |
| Minas Gerais   | José Santana de Vasconcellos   | PFL           | Sim   |
| Minas Gerais   | José Ulisses de Oliveira       | PRS           | Sim   |
| Minas Gerais   | Lael Varella                   | PFL           | Sim   |
| Minas Gerais   | Leopoldo Bessone               | PST           | Sim   |
| Minas Gerais   | Luiz Tadeu Leite               | PMDB          | Sim   |
| Minas Gerais   | Marcos Lima                    | PMDB          | Sim   |
| Minas Gerais   | Mário de Oliveira              | PTR           | Sim   |
| Minas Gerais   | Maurício Campos                | PL            | Sim   |
| Minas Gerais   | Neif Jabur                     | PMDB          | Sim   |
| Minas Gerais   | Nilmário Miranda               | PT            | Sim   |
| Minas Gerais   | Odelmo Leão                    | PRN           | Sim   |
| Minas Gerais   | Osmânio Pereira                | PSDB          | Sim   |
| Minas Gerais   | Paulino Cícero de Vasconcellos | PSDB          | Sim   |
| Minas Gerais   | Paulo Delgado                  | PT            | Sim   |
| Minas Gerais   | Paulo Heslander                | PTB           | Sim   |
| Minas Gerais   | Paulo Romano                   | PFL           | Sim   |
| Minas Gerais   | Pedro Tassis                   | PMDB          | Sim   |
| Minas Gerais   | Raul Belém                     | PRN           | Sim   |
| Minas Gerais   | Romel Anísio                   | PRN           | Sim   |
| Minas Gerais   | Samir Tannús                   | PDC           | Sim   |
| Minas Gerais   | Sandra Starling                | PT            | Sim   |
| Minas Gerais   | Saulo Coelho                   | PSDB          | Sim   |
| Minas Gerais   | Sérgio Naya                    | PMDB          | Sim   |
| Minas Gerais   | Tarcísio Delgado               | PMDB          | Sim   |
| Minas Gerais   | Tilden Santiago                | PT            | Sim   |
| Minas Gerais   | Vittorio Medioli               | PSDB          | Sim   |
| Minas Gerais   | Wagner do Nascimento           | PRN           | Sim   |
| Minas Gerais   | Wilson Cunha                   | PTB           | Sim   |
| Minas Gerais   | Zaire Rezende                  | PMDB          | Sim   |
| Rio de Janeiro | Aldir Cabral                   | PTB           | Sim   |
| Rio de Janeiro | Álvaro Valle                   | PL            | Sim   |
| Rio de Janeiro | Amaral Netto                   | PDS           | Sim   |
| Rio de Janeiro | Arolde de Oliveira             | PFL           | Sim   |
| Rio de Janeiro | Artur da Távola                | PSDB          | Sim   |
| Rio de Janeiro | Benedita da Silva              | PT            | Sim   |
| Rio de Janeiro | Carlos Alberto Campista        | PDT           | Sim   |
| Rio de Janeiro | Carlos Lupi                    | PDT           | Sim   |
| Rio de Janeiro | Carlos Santana                 | PT            | Sim   |
| Rio de Janeiro | César Maia                     | PMDB          | Sim   |
| Rio de Janeiro | Cidinha Campos                 | PDT           | Sim   |
| Rio de Janeiro | Eduardo Mascarenhas            | PDT           | Sim   |
| Rio de Janeiro | Fábio Raunheitti               | PTB           | Sim   |
| Rio de Janeiro | Flavio Palmier da Veiga        | PRN           | Sim   |
| Rio de Janeiro | Francisco Dornelles            | PFL           | Sim   |
| Rio de Janeiro | Francisco Silva                | PST           | Sim   |
| Rio de Janeiro | Jair Bolsonaro                 | PDC           | Sim   |
| Rio de Janeiro | Jamil Haddad                   | PSB           | Sim   |
| Rio de Janeiro | Jandira Feghali                | PCdoB         | Sim   |
| Rio de Janeiro | João Mendes                    | PTB           | Sim   |
| Rio de Janeiro | José Carlos Coutinho           | PDT           | Sim   |
| Rio de Janeiro | José Egydio                    | PFL           | Sim   |
| Rio de Janeiro | José Vicente Brizola           | PDT           | Sim   |
| Rio de Janeiro | Junot Abi-Ramia                | PDT           | Sim   |
| Rio de Janeiro | Laerte Bastos                  | PDT           | Sim   |
| Rio de Janeiro | Laprovita Vieira               | PMDB          | Sim   |
| Rio de Janeiro | Luiz Salomão                   | PDT           | Sim   |
| Rio de Janeiro | Márcia Cibilis Viana           | PDT           | Sim   |
| Rio de Janeiro | Marino Clinger                 | PDT           | Sim   |
| Rio de Janeiro | Miro Teixeira                  | PDT           | Sim   |
| Rio de Janeiro | Nelson Bornier                 | PL            | Sim   |
| Rio de Janeiro | Paulo de Almeida               | PTB           | Sim   |
| Rio de Janeiro | Paulo Portugal                 | PDT           | Sim   |
| Rio de Janeiro | Paulo Ramos                    | PDT           | Sim   |
| Rio de Janeiro | Regina Gordilho                | PRP           | Sim   |
| Rio de Janeiro | Roberto Campos                 | PDS           | Sim   |
| Rio de Janeiro | Roberto Jefferson              | PTB           | Não   |
| Rio de Janeiro | Rubem Medina                   | PFL           | Sim   |
| Rio de Janeiro | Sandra Cavalcanti              | PFL           | Sim   |
| Rio de Janeiro | Sérgio Arouca                  | PPS           | Sim   |
| Rio de Janeiro | Sérgio Cury                    | PDT           | Falta |
| Rio de Janeiro | Sidney de Miguel               | PV            | Sim   |
| Rio de Janeiro | Simão Sessim                   | PFL           | Sim   |
| Rio de Janeiro | Vivaldo Barbosa                | PDT           | Sim   |
| Rio de Janeiro | Vladimir Palmeira              | PT            | Sim   |
| Rio de Janeiro | Wanda Reis                     | PRN           | Sim   |
| São Paulo      | Alberto Goldman                | PMDB          | Sim   |
| São Paulo      | Aldo Rebelo                    | PCdoB         | Sim   |
| São Paulo      | Aloizio Mercadante             | PT            | Sim   |
| São Paulo      | André Benassi                  | PSDB          | Sim   |
| São Paulo      | Antonio Carlos Mendes Thame    | PSDB          | Sim   |
| São Paulo      | Arnaldo Faria de Sá            | PFL           | Sim   |
| São Paulo      | Ary Kara                       | PMDB          | Sim   |
| São Paulo      | Bebetto Haddad                 | PTR           | Não   |
| São Paulo      | Beto Mansur                    | PDT           | Sim   |
| São Paulo      | Cardoso Alves                  | PTB           | Sim   |
| São Paulo      | Cunha Bueno                    | PDS           | Sim   |
| São Paulo      | Delfim Netto                   | PDS           | Sim   |
| São Paulo      | Diogo Nomura                   | PL            | Sim   |
| São Paulo      | Edevaldo Alves da Silva        | PDS           | Sim   |
| São Paulo      | Eduardo Jorge                  | PT            | Sim   |
| São Paulo      | Ernesto Gradella               | (Sem partido) | Sim   |
| São Paulo      | Euclydes de Mello              | PRN           | Não   |
| São Paulo      | Fábio Feldmann                 | PSDB          | Sim   |
| São Paulo      | Fábio Meirelles                | PDS           | Sim   |
| São Paulo      | Fausto Rocha                   | PRN           | Sim   |
| São Paulo      | Florestan Fernandes            | PT            | Sim   |
| São Paulo      | Gastone Righi                  | PTB           | Abs.  |
| São Paulo      | Geraldo Alckmin Filho          | PSDB          | Sim   |
| São Paulo      | Heitor Franco                  | PRN           | Sim   |
| São Paulo      | Hélio Bicudo                   | PT            | Sim   |
| São Paulo      | Hélio Rosas                    | PMDB          | Sim   |
| São Paulo      | Irma Passoni                   | PT            | Sim   |
| São Paulo      | Jorge Tadeu Mudalen            | PMDB          | Sim   |
| São Paulo      | José Cicote                    | PT            | Sim   |
| São Paulo      | José Dirceu                    | PT            | Sim   |
| São Paulo      | José Genoíno                   | PT            | Sim   |
| São Paulo      | José Maria Eymael              | PDC           | Sim   |
| São Paulo      | José Serra                     | PSDB          | Sim   |
| São Paulo      | Jurandyr Paixão                | PMDB          | Sim   |
| São Paulo      | Koyu Iha                       | PSDB          | Sim   |
| São Paulo      | Liberato Caboclo               | PDT           | Sim   |
| São Paulo      | Luiz Carlos Santos             | PMDB          | Sim   |
| São Paulo      | Luiz Gushiken                  | PT            | Sim   |
| São Paulo      | Magalhães Teixeira             | PSDB          | Sim   |
| São Paulo      | Maluly Netto                   | PFL           | Sim   |
| São Paulo      | Manoel Moreira                 | PMDB          | Sim   |
| São Paulo      | Marcelino Romano Machado       | PDS           | Sim   |
| São Paulo      | Marcelo Barbieri               | PMDB          | Sim   |
| São Paulo      | Maurici Mariano                | PMDB          | Sim   |
| São Paulo      | Mendes Botelho                 | PTB           | Sim   |
| São Paulo      | Nelson Marquezelli             | PTB           | Não   |
| São Paulo      | Oswaldo Stecca                 | PMDB          | Sim   |
| São Paulo      | Paulo Lima                     | PFL           | Sim   |
| São Paulo      | Pedro Pavão                    | PDS           | Sim   |
| São Paulo      | Ricardo Izar                   | PL            | Sim   |
| São Paulo      | Roberto Rollemberg             | PMDB          | Sim   |
| São Paulo      | Robson Tuma                    | PL            | Sim   |
| São Paulo      | Sólon Borges dos Reis          | PTB           | Sim   |
| São Paulo      | Tadashi Kuriki                 | PRN           | Sim   |
| São Paulo      | Tidei de Lima                  | PMDB          | Sim   |
| São Paulo      | Tuga Angerami                  | PSDB          | Sim   |
| São Paulo      | Ulysses Guimarães              | PMDB          | Sim   |
| São Paulo      | Vadão Gomes                    | PRN           | Sim   |
| São Paulo      | Valdemar Costa Neto            | PL            | Sim   |
| São Paulo      | Walter Nory                    | PMDB          | Sim   |

Nordeste
| Estado              | Deputado                | Partido       | Voto  |
| ------------------- | ----------------------- | ------------- | ----- |
| Alagoas             | Antônio Holanda         | PSC           | Falta |
| Alagoas             | Augusto Farias          | PSC           | Falta |
| Alagoas             | Cleto Falcão            | PRN           | Sim   |
| Alagoas             | José Thomaz Nonô        | PMDB          | Sim   |
| Alagoas             | Luiz Dantas             | PSC           | Sim   |
| Alagoas             | Mendonça Neto           | PDT           | Sim   |
| Alagoas             | Olavo Calheiros         | PMDB          | Sim   |
| Alagoas             | Roberto Torres          | PTB           | Sim   |
| Alagoas             | Vitório Malta           | PDS           | Não   |
| Bahia               | Alcides Modesto         | PT            | Sim   |
| Bahia               | Ângelo Magalhães        | PFL           | Não   |
| Bahia               | Aroldo Cedraz           | PRN           | Sim   |
| Bahia               | Benito Gama             | PFL           | Sim   |
| Bahia               | Beraldo Boaventura      | PDT           | Sim   |
| Bahia               | Clóvis Assis            | PDT           | Sim   |
| Bahia               | Felix Mendonça          | PTB           | Não   |
| Bahia               | Geddel Vieira Lima      | PMDB          | Sim   |
| Bahia               | Genebaldo Correia       | PMDB          | Sim   |
| Bahia               | Haroldo Lima            | PCdoB         | Sim   |
| Bahia               | Jabes Ribeiro           | PSDB          | Sim   |
| Bahia               | Jairo Azi               | PDC           | Falta |
| Bahia               | Jairo Carneiro          | PFL           | Falta |
| Bahia               | Jaques Wagner           | PT            | Sim   |
| Bahia               | João Almeida            | PMDB          | Sim   |
| Bahia               | João Alves              | PDS           | Falta |
| Bahia               | João Carlos Bacelar     | (Sem partido) | Falta |
| Bahia               | Jonival Lucas           | PDC           | Falta |
| Bahia               | Jorge Khoury            | PFL           | Sim   |
| Bahia               | José Carlos Aleluia     | PFL           | Sim   |
| Bahia               | José Falcão             | PFL           | Sim   |
| Bahia               | José Lourenço           | PDS           | Não   |
| Bahia               | Jutahy Júnior           | PSDB          | Sim   |
| Bahia               | Leur Lomanto            | PFL           | Sim   |
| Bahia               | Luís Eduardo Magalhães  | PFL           | Não   |
| Bahia               | Luiz Moreira            | PTB           | Não   |
| Bahia               | Luiz Viana Neto         | (Sem partido) | Não   |
| Bahia               | Manoel Castro           | PFL           | Sim   |
| Bahia               | Marcos Medrado          | PDC           | Sim   |
| Bahia               | Milton Barbosa          | PFL           | Não   |
| Bahia               | Nestor Duarte           | PMDB          | Sim   |
| Bahia               | Pedro Irujo             | PRN           | Sim   |
| Bahia               | Prisco Viana            | PDS           | Sim   |
| Bahia               | Ribeiro Tavares         | PL            | Falta |
| Bahia               | Sérgio Brito            | PDC           | Sim   |
| Bahia               | Sérgio Gaudenzi         | PDT           | Sim   |
| Bahia               | Tourinho Dantas         | PFL           | Não   |
| Bahia               | Uldurico Pinto          | PSB           | Sim   |
| Bahia               | Waldir Pires            | PDT           | Sim   |
| Ceará               | Aécio de Borba          | PDS           | Sim   |
| Ceará               | Antônio dos Santos      | PFL           | Falta |
| Ceará               | Ariosto Holanda         | PSB           | Sim   |
| Ceará               | Carlos Benevides        | PMDB          | Sim   |
| Ceará               | Carlos Virgílio         | PDS           | Não   |
| Ceará               | Edson Silva             | PDT           | Sim   |
| Ceará               | Ernani Viana            | PSDB          | Sim   |
| Ceará               | Etevaldo Nogueira       | PFL           | Não   |
| Ceará               | Gonzaga Mota            | PMDB          | Sim   |
| Ceará               | Jackson Pereira         | PSDB          | Sim   |
| Ceará               | José Linhares           | PSDB          | Sim   |
| Ceará               | Luiz Girão              | PDT           | Sim   |
| Ceará               | Luiz Pontes             | PSDB          | Sim   |
| Ceará               | Marco Penaforte         | PSDB          | Sim   |
| Ceará               | Maria Luiza Fontenele   | PSB           | Sim   |
| Ceará               | Mauro Sampaio           | PSDB          | Sim   |
| Ceará               | Moroni Torgan           | PSDB          | Sim   |
| Ceará               | Orlando Bezerra         | PFL           | Sim   |
| Ceará               | Pinheiro Landim         | PMDB          | Sim   |
| Ceará               | Sérgio Machado          | PSDB          | Sim   |
| Ceará               | Ubiratan Aguiar         | PMDB          | Sim   |
| Ceará               | Vicente Fialho          | PFL           | Sim   |
| Maranhão            | César Bandeira          | PFL           | Sim   |
| Maranhão            | Cid Carvalho            | PMDB          | Sim   |
| Maranhão            | Costa Ferreira          | PTR           | Sim   |
| Maranhão            | Daniel Silva            | PDS           | Falta |
| Maranhão            | Eduardo Matias          | PDC           | Sim   |
| Maranhão            | Francisco Coelho        | PDC           | Sim   |
| Maranhão            | Haroldo Saboia          | PT            | Sim   |
| Maranhão            | Jaime Santana           | PSDB          | Sim   |
| Maranhão            | João Rodolfo            | PDS           | Não   |
| Maranhão            | José Burnett            | PRN           | Não   |
| Maranhão            | José Carlos Saboia      | PSB           | Sim   |
| Maranhão            | José Reinaldo           | PFL           | Sim   |
| Maranhão            | Nan Souza               | PST           | Sim   |
| Maranhão            | Paulo Marinho           | PSC           | Sim   |
| Maranhão            | Pedro Novais            | PDC           | Sim   |
| Maranhão            | Ricardo Murad           | PFL           | Sim   |
| Maranhão            | Roseana Sarney          | PFL           | Sim   |
| Maranhão            | Sarney Filho            | PFL           | Sim   |
| Paraíba             | Adauto Pereira          | PFL           | Falta |
| Paraíba             | Efraim Morais           | PFL           | Falta |
| Paraíba             | Evaldo Gonçalves        | PFL           | Falta |
| Paraíba             | Francisco Evangelista   | PDT           | Falta |
| Paraíba             | Ivan Burity             | PRN           | Não   |
| Paraíba             | Ivandro Cunha Lima      | PMDB          | Sim   |
| Paraíba             | José Luiz Clerot        | PMDB          | Sim   |
| Paraíba             | José Maranhão           | PMDB          | Sim   |
| Paraíba             | Lúcia Braga             | PDT           | Sim   |
| Paraíba             | Rivaldo Medeiros        | PFL           | Falta |
| Paraíba             | Vital do Rêgo           | PDT           | Sim   |
| Paraíba             | Zuca Moreira            | PMDB          | Sim   |
| Pernambuco          | Álvaro Ribeiro          | PSB           | Sim   |
| Pernambuco          | Fernando Bezerra Coelho | PMDB          | Sim   |
| Pernambuco          | Gilson Machado          | PFL           | Não   |
| Pernambuco          | Gustavo Krause          | PFL           | Sim   |
| Pernambuco          | Inocêncio Oliveira      | PFL           | Sim   |
| Pernambuco          | José Carlos Vasconcelos | PRN           | Não   |
| Pernambuco          | José Jorge              | PFL           | Sim   |
| Pernambuco          | José Mendonça Bezerra   | PFL           | Sim   |
| Pernambuco          | José Múcio Monteiro     | PFL           | Sim   |
| Pernambuco          | Luiz Piauhylino         | PSB           | Sim   |
| Pernambuco          | Maurílio Ferreira Lima  | PMDB          | Sim   |
| Pernambuco          | Maviael Cavalcanti      | PRN           | Sim   |
| Pernambuco          | Miguel Arraes           | PSB           | Sim   |
| Pernambuco          | Nilson Gibson           | PMDB          | Sim   |
| Pernambuco          | Osvaldo Coelho          | PFL           | Sim   |
| Pernambuco          | Pedro Corrêa            | PFL           | Sim   |
| Pernambuco          | Renildo Calheiros       | PCdoB         | Sim   |
| Pernambuco          | Ricardo Fiuza           | PFL           | Não   |
| Pernambuco          | Roberto Franca          | PSB           | Sim   |
| Pernambuco          | Roberto Freire          | PPS           | Sim   |
| Pernambuco          | Roberto Magalhães       | PFL           | Sim   |
| Pernambuco          | Salatiel Carvalho       | PTR           | Sim   |
| Pernambuco          | Sérgio Guerra           | PSB           | Sim   |
| Pernambuco          | Tony Gel                | PRN           | Não   |
| Pernambuco          | Wilson Campos           | PMDB          | Sim   |
| Piauí               | B. Sá                   | PTR           | Sim   |
| Piauí               | Ciro Nogueira           | PFL           | Sim   |
| Piauí               | Felipe Mendes           | PDS           | Sim   |
| Piauí               | Jesus Tajra             | PFL           | Sim   |
| Piauí               | João Henrique           | PMDB          | Sim   |
| Piauí               | José Luiz Maia          | PDS           | Sim   |
| Piauí               | Murilo Rezende          | PMDB          | Sim   |
| Piauí               | Mussa Demes             | PFL           | Falta |
| Piauí               | Paes Landim             | PFL           | Sim   |
| Piauí               | Paulo Silva             | PSDB          | Sim   |
| Rio Grande do Norte | Aluízio Alves           | PMDB          | Sim   |
| Rio Grande do Norte | Fernando Freire         | PFL           | Sim   |
| Rio Grande do Norte | Flávio Rocha            | PL            | Sim   |
| Rio Grande do Norte | Henrique Eduardo Alves  | PMDB          | Sim   |
| Rio Grande do Norte | Iberê Ferreira          | PFL           | Sim   |
| Rio Grande do Norte | João Faustino           | PSDB          | Sim   |
| Rio Grande do Norte | Laíre Rosado            | PMDB          | Sim   |
| Rio Grande do Norte | Ney Lopes               | PFL           | Sim   |
| Sergipe             | Benedito de Figueiredo  | (Sem partido) | Sim   |
| Sergipe             | Cleonâncio Fonseca      | PRN           | Sim   |
| Sergipe             | Djenal Gonçalves        | PDS           | Sim   |
| Sergipe             | Everaldo de Oliveira    | PFL           | Sim   |
| Sergipe             | Jerônimo Reis           | PFL           | Sim   |
| Sergipe             | José Teles              | PDS           | Sim   |
| Sergipe             | Messias Góis            | PFL           | Sim   |
| Sergipe             | Pedro Valadares         | PST           | Sim   |

Centro-oeste
| Estado             | Deputado                | Partido | Voto  |
| ------------------ | ----------------------- | ------- | ----- |
| Distrito Federal   | Augusto Carvalho        | PPS     | Sim   |
| Distrito Federal   | Benedito Domingos       | PTR     | Sim   |
| Distrito Federal   | Chico Vigilante         | PT      | Sim   |
| Distrito Federal   | Eurides Brito           | PTR     | Sim   |
| Distrito Federal   | Maria Laura             | PT      | Sim   |
| Distrito Federal   | Osório Adriano          | PFL     | Sim   |
| Distrito Federal   | Paulo Octávio           | PRN     | Não   |
| Distrito Federal   | Sigmaringa Seixas       | PSDB    | Sim   |
| Goiás              | Antônio de Jesus        | PMDB    | Sim   |
| Goiás              | Antônio Faleiros        | PSDB    | Sim   |
| Goiás              | Délio Braz              | PFL     | Falta |
| Goiás              | João Natal              | PMDB    | Sim   |
| Goiás              | Lázaro Barbosa          | PMDB    | Sim   |
| Goiás              | Lúcia Vânia             | PMDB    | Sim   |
| Goiás              | Luiz Soyer              | PMDB    | Sim   |
| Goiás              | Maria Valadão           | PDS     | Sim   |
| Goiás              | Mauro Borges            | PSC     | Sim   |
| Goiás              | Mauro Miranda           | PMDB    | Sim   |
| Goiás              | Osório Santa Cruz       | PDC     | Sim   |
| Goiás              | Paulo Mandarino         | PDC     | Sim   |
| Goiás              | Pedro Abrão             | PTR     | Sim   |
| Goiás              | Roberto Balestra        | PDC     | Sim   |
| Goiás              | Ronaldo Caiado          | PFL     | Não   |
| Goiás              | Virmondes Cruvinel      | PMDB    | Sim   |
| Goiás              | Zé Gomes da Rocha       | PRN     | Não   |
| Mato Grosso        | Augustinho Freitas      | PTB     | Sim   |
| Mato Grosso        | João Teixeira           | PL      | Falta |
| Mato Grosso        | Joaquim Sucena          | PTB     | Sim   |
| Mato Grosso        | Jonas Pinheiro da Silva | PFL     | Sim   |
| Mato Grosso        | José Augusto Curvo      | PL      | Sim   |
| Mato Grosso        | Rodrigues Palma         | PTB     | Sim   |
| Mato Grosso        | Wellington Fagundes     | PL      | Sim   |
| Mato Grosso        | Wilmar Peres            | PL      | Sim   |
| Mato Grosso do Sul | Elísio Curvo            | PRN     | Não   |
| Mato Grosso do Sul | Flávio Derzi            | PFL     | Sim   |
| Mato Grosso do Sul | George Takimoto         | PFL     | Falta |
| Mato Grosso do Sul | José Elias              | PTB     | Sim   |
| Mato Grosso do Sul | Marilu Guimarães        | PFL     | Sim   |
| Mato Grosso do Sul | Nelson Trad             | PTB     | Sim   |
| Mato Grosso do Sul | Valter Pereira          | PMDB    | Sim   |
| Mato Grosso do Sul | Waldir Guerra           | PFL     | Sim   |

Norte
| Estado    | Deputado                | Partido | Voto  |
| --------- | ----------------------- | ------- | ----- |
| Acre      | Adelaide Neri           | PMDB    | Sim   |
| Acre      | Célia Mendes            | PDS     | Não   |
| Acre      | Francisco Diógenes      | PDS     | Falta |
| Acre      | João Maia               | PTR     | Sim   |
| Acre      | João Tota               | PDS     | Sim   |
| Acre      | Mauri Sérgio            | PMDB    | Sim   |
| Acre      | Ronivon Santiago        | PSC     | Não   |
| Acre      | Zila Bezerra            | PMDB    | Sim   |
| Amapá     | Aroldo Góes             | PDT     | Sim   |
| Amapá     | Eraldo Trindade         | PFL     | Sim   |
| Amapá     | Fátima Pelaes           | PFL     | Sim   |
| Amapá     | Gilvam Borges           | PMDB    | Sim   |
| Amapá     | Lourival Freitas        | PT      | Sim   |
| Amapá     | Murilo Pinheiro         | PFL     | Sim   |
| Amapá     | Sérgio Barcellos        | PFL     | Sim   |
| Amapá     | Valdenor Guedes         | PTR     | Sim   |
| Amazonas  | Átila Lins              | PFL     | Não   |
| Amazonas  | Beth Azize              | PDT     | Sim   |
| Amazonas  | Eduardo Braga           | PDC     | Sim   |
| Amazonas  | Euler Ribeiro           | PMDB    | Sim   |
| Amazonas  | Ézio Ferreira           | PFL     | Não   |
| Amazonas  | José Dutra              | PMDB    | Sim   |
| Amazonas  | Pauderney Avelino       | PDC     | Sim   |
| Amazonas  | Ricardo Moraes          | PT      | Sim   |
| Pará      | Alacid Nunes            | PFL     | Não   |
| Pará      | Carlos Kayath           | PTB     | Sim   |
| Pará      | Domingos Juvenil        | PMDB    | Sim   |
| Pará      | Eliel Rodrigues         | PMDB    | Sim   |
| Pará      | Gerson Peres            | PDS     | Sim   |
| Pará      | Giovanni Queiroz        | PDT     | Sim   |
| Pará      | Hermínio Calvinho       | PMDB    | Sim   |
| Pará      | Hilário Coimbra         | PTB     | Sim   |
| Pará      | José Diogo              | PSD     | Sim   |
| Pará      | Mário Chermont          | PTR     | Sim   |
| Pará      | Mário Martins           | PMDB    | Sim   |
| Pará      | Nicias Ribeiro          | PMDB    | Sim   |
| Pará      | Osvaldo Melo            | PDS     | Não   |
| Pará      | Paulo Rocha             | PT      | Sim   |
| Pará      | Paulo Titan             | PMDB    | Sim   |
| Pará      | Socorro Gomes           | PCdoB   | Sim   |
| Pará      | Valdir Ganzer           | PT      | Sim   |
| Rondônia  | Antônio Morimoto        | PTB     | Sim   |
| Rondônia  | Carlos Camurça          | PTR     | Sim   |
| Rondônia  | Edison Fidelis          | PTB     | Sim   |
| Rondônia  | Maurício Calixto        | PFL     | Não   |
| Rondônia  | Nobel Moura             | PTR     | Sim   |
| Rondônia  | Pascoal Novais          | PFL     | Sim   |
| Rondônia  | Raquel Cândido          | PTB     | Sim   |
| Rondônia  | Reditario Cassol        | PTR     | Falta |
| Roraima   | Alceste Almeida         | PTB     | Sim   |
| Roraima   | Avenir Rosa             | PDC     | Sim   |
| Roraima   | Francisco Rodrigues     | PTB     | Sim   |
| Roraima   | João Fagundes           | PMDB    | Sim   |
| Roraima   | Júlio Cabral            | PTR     | Sim   |
| Roraima   | Marcelo Luz             | PTR     | Sim   |
| Roraima   | Ruben Bento             | PFL     | Sim   |
| Roraima   | Teresa Jucá             | PDS     | Sim   |
| Tocantins | Derval de Paiva         | PMDB    | Sim   |
| Tocantins | Edmundo Galdino         | PSDB    | Sim   |
| Tocantins | Eduardo Siqueira Campos | PDC     | Sim   |
| Tocantins | Freire Júnior           | PRN     | Sim   |
| Tocantins | Hagaús Araújo           | PMDB    | Sim   |
| Tocantins | Leomar Quintanilha      | PDC     | Sim   |
| Tocantins | Osvaldo Reis            | PTR     | Sim   |
| Tocantins | Paulo Mourão            | PDS     | Sim   |

Tamanho das Bancadas
| Partido       | Deputados | Orientação na votação |
| PMDB          | 99        |                       |
| PFL           | 88        |                       |
| PDS           | 44        |                       |
| PDT           | 41        |                       |
| PSDB          | 40        |                       |
| PT            | 35        |                       |
| PTB           | 30        |                       |
| PRN           | 29        |                       |
| PDC           | 18        |                       |
| PL            | 17        |                       |
| PTR           | 17        |                       |
| PSB           | 11        |                       |
| PST           | 8         |                       |
| PSC           | 6         |                       |
| (Sem partido) | 5         |                       |
| PC do B       | 5         |                       |
| PPS           | 3         |                       |
| PRS           | 3         |                       |
| PSD           | 2         |                       |
| PRP           | 1         |                       |
| PV            | 1         |                       |

#### Transmissão
Com exceção da Record e da Gazeta (que era OM/Gazeta), que só exibiram flashes, todos os principais canais de televisão aberta do Brasil transmitiram a votação do impeachment ao vivo. Somando canais abertos, foram mais de 50 pontos de audiência registrados durante a votação: 44 da Rede Globo, 4 da Cultura, 4 da Band e 4 da Manchete. O SBT não divulgou seu número de pontos.
A Rede Globo passou cerca de 300 minutos sem interrupções com a cobertura ao vivo da Câmara dos Deputados, ficando no ar das 14h00 às 19h00.
Além das transmissões televisivas, as emissoras de rádio brasileiras cobriram a votação do início ao fim — não existia internet em 1992. Quem foi às ruas também pôde acompanhar o que acontecia na Câmara. Nas principais capitais foram montados enormes telões. Em Fortaleza, um painel exibia os votos dos deputados cearenses.

## No Senado Federal

### No Plenário, sobre a admissibilidade
A instauração, no plenário do Senado Federal, do processo de impeachment de Fernando Collor ocorreu em 1º de outubro de 1992 e autorizou o afastamento do Presidente da República Fernando Collor. O senadores que aprovaram o requerimento permaneceram sentados. A mesma coisa ocorreu na votação do parecer.
Assinaram o requerimento:
- Albano Franco (PRN-SE)
- Alexandre Costa (PFL-MA)
- Alfredo Campos (PMDB-MG)
- Almir Gabriel (PSDB-PA)
- Amir Lando (PMDB-RO)
- Antônio Mariz (PMDB-PB)
- Beni Veras (PSDB-CE)
- Carlos De' Carli (PTB-AM)
- César Dias (PMDB-RR)
- Chagas Rodrigues (PSDB-PI)
- Cid Saboia de Carvalho (PMDB-CE)
- Coutinho Jorge (PMDB-PA)
- Darcy Ribeiro (PDT-RJ)
- Dirceu Carneiro (PSDB-SC)
- Eduardo Suplicy (PT-SP)
- Élcio Álvares (PFL-ES)
- Enéas Faria (PST-PR)
- Esperidião Amin (PDS-SC)
- Fernando Henrique Cardoso (PSDB-SP)
- Francisco Rollemberg (PFL-SE)
- Gerson Camata (PDC-ES)
- Hugo Napoleão (PFL-PI)
- Humberto Lucena (PMDB-PB)
- Iram Saraiva (PMDB-GO)
- Irapuan Costa Júnior (PMDB-GO)
- Jarbas Passarinho (PDS-PA)
- João Calmon (PMDB-ES)
- João França (PDS-RR)
- João Rocha (PFL-TO)
- José Eduardo (PTB-PR)
- José Fogaça (PMDB-RS)
- José Paulo Bisol (PSB-RS)
- José Richa (PSDB-PR)
- José Sarney (PMDB-AP)
- Júlio Campos (PFL-MT)
- Júnia Marise (PRN-MG)
- Jutahy Magalhães (PSDB-BA)
- Levy Dias (PTB-MS)
- Lourival Baptista (PFL-SE)
- Mansueto de Lavor (PMDB-PE)
- Márcio Lacerda (PMDB-MT)
- Marco Maciel (PFL-PE)
- Mário Covas (PSDB-SP)
- Marluce Pinto (PTB-RR)
- Maurício Corrêa (PDT-DF)
- Meira Filho (PFL-DF)
- Moisés Abrão (PDC-TO)
- Nelson Carneiro (PMDB-RJ)
- Onofre Quinan (PMDB-GO)
- Pedro Simon (PMDB-RS)
- Rachid Saldanha Derzi (PRN-MS)
- Ronan Tito (PMDB-MG)
- Valmir Campelo (PTB-DF)
- Wilson Martins (PMDB-MS)

### No plenário, quanto à pronúncia
A votação da pronúncia, também no plenário do Senado, sobre a apreciação do parecer do pedido de impeachment contra Fernando Collor ocorreu em 2 de dezembro de 1992, e tornou Collor réu, por 67 votos a favor contra 3 contrários, e 11 faltas. Cada senador foi chamado por ordem alfabética dos Estados, respondendo "sim" pela aprovação do parecer e "não" pela rejeição.

#### Votos
| UF                  | Senador                | Partido       | Voto  |
| ------------------- | ---------------------- | ------------- | ----- |
| Paraná              | Affonso Camargo        | PTB           | Sim   |
| Sergipe             | Albano Franco          | PRN           | Falta |
| Minas Gerais        | Alfredo Campos         | PMDB          | Sim   |
| Piauí               | Álvaro Pacheco         | PFL           | Sim   |
| Pará                | Almir Gabriel          | PSDB          | Sim   |
| Acre                | Aluísio Bezerra        | PMDB          | Sim   |
| Amazonas            | Amazonino Mendes       | PDC           | Sim   |
| Rondônia            | Amir Lando             | PMDB          | Sim   |
| Paraíba             | Antônio Mariz          | PMDB          | Sim   |
| Amazonas            | Áureo Melo             | PRN           | Não   |
| Maranhão            | Bello Parga            | PFL           | Sim   |
| Ceará               | Beni Veras             | PSDB          | Sim   |
| Amazonas            | Carlos De' Carli       | PTB           | Sim   |
| Tocantins           | Carlos Patrocínio      | PFL           | Falta |
| Roraima             | César Dias             | PMDB          | Falta |
| Piauí               | Chagas Rodrigues       | PSDB          | Sim   |
| Ceará               | Cid Saboia de Carvalho | PMDB          | Sim   |
| Rio de Janeiro      | Darcy Ribeiro          | PDT           | Sim   |
| Rio Grande do Norte | Dario Pereira          | PFL           | Sim   |
| Santa Catarina      | Dirceu Carneiro        | PSDB          | Sim   |
| Alagoas             | Divaldo Suruagy        | PMDB          | Falta |
| São Paulo           | Eduardo Suplicy        | PT            | Sim   |
| Espírito Santo      | Élcio Álvares          | PFL           | Sim   |
| Maranhão            | Epitácio Cafeteira     | PDC           | Sim   |
| Santa Catarina      | Esperidião Amin        | PDS           | Sim   |
| São Paulo           | Eva Blay               | PSDB          | Sim   |
| Acre                | Flaviano Melo          | PMDB          | Sim   |
| Sergipe             | Francisco Rollemberg   | PFL           | Sim   |
| Rio Grande do Norte | Garibaldi Alves Filho  | PMDB          | Sim   |
| Espírito Santo      | Gérson Camata          | PDC           | Sim   |
| Alagoas             | Guilherme Palmeira     | PFL           | Sim   |
| Amapá               | Henrique Almeida       | PFL           | Sim   |
| Paraíba             | Humberto Lucena        | PMDB          | Sim   |
| Rio de Janeiro      | Hydekel Freitas        | PFL           | Sim   |
| Goiás               | Iram Saraiva           | PMDB          | Sim   |
| Goiás               | Irapuan Costa Júnior   | PMDB          | Sim   |
| Pará                | Jarbas Passarinho      | PDS           | Sim   |
| Espírito Santo      | João Calmon            | PMDB          | Sim   |
| Roraima             | João França            | PDS           | Falta |
| Tocantins           | João Rocha             | PFL           | Sim   |
| Amapá               | Jonas Pinheiro Borges  | PTB           | Sim   |
| Bahia               | Josaphat Marinho       | PFL           | Sim   |
| Rio Grande do Sul   | José Fogaça            | PMDB          | Sim   |
| Rio Grande do Sul   | José Paulo Bisol       | PSB           | Sim   |
| Paraná              | José Richa             | PSDB          | Sim   |
| Amapá               | José Sarney            | PMDB          | Falta |
| Mato Grosso         | Júlio Campos           | PFL           | Falta |
| Minas Gerais        | Júnia Marise           | PRN           | Sim   |
| Bahia               | Jutaí Magalhães        | PSDB          | Sim   |
| Pará                | Juvêncio Dias          | (Sem partido) | Sim   |
| Rio Grande do Norte | Lavoisier Maia         | PDT           | Sim   |
| Mato Grosso do Sul  | Levy Dias              | PTB           | Sim   |
| Mato Grosso         | Louremberg Nunes Rocha | PTB           | Sim   |
| Sergipe             | Lourival Baptista      | PFL           | Sim   |
| Piauí               | Lucídio Portela        | PDS           | Não   |
| Paraná              | Luís Alberto           | PTB           | Sim   |
| Maranhão            | Magno Bacelar          | PDT           | Falta |
| Pernambuco          | Mansueto de Lavor      | PMDB          | Sim   |
| Mato Grosso         | Márcio Lacerda         | PMDB          | Sim   |
| Pernambuco          | Marco Maciel           | PFL           | Sim   |
| São Paulo           | Mário Covas            | PSDB          | Sim   |
| Roraima             | Marluce Pinto          | PTB           | Falta |
| Ceará               | Mauro Benevides        | PMDB          | Sim   |
| Distrito Federal    | Meira Filho            | PFL           | Sim   |
| Tocantins           | Moisés Abrão           | PDC           | Sim   |
| Acre                | Nabor Júnior           | PMDB          | Sim   |
| Rio de Janeiro      | Nelson Carneiro        | PMDB          | Sim   |
| Santa Catarina      | Nelson Wedekin         | PDT           | Sim   |
| Pernambuco          | Ney Maranhão           | PRN           | Não   |
| Rondônia            | Odacir Soares          | PFL           | Falta |
| Goiás               | Onofre Quinan          | PMDB          | Sim   |
| Rio Grande do Sul   | Pedro Simon            | PMDB          | Sim   |
| Distrito Federal    | Pedro Teixeira         | PDT           | Sim   |
| Mato Grosso do Sul  | Rachid Saldanha Derzi  | PRN           | Sim   |
| Paraíba             | Raimundo Lira          | PFL           | Sim   |
| Rondônia            | Ronaldo Aragão         | PMDB          | Sim   |
| Minas Gerais        | Ronan Tito             | PMDB          | Sim   |
| Bahia               | Ruy Barcelar           | PMDB          | Sim   |
| Alagoas             | Teotônio Vilela Filho  | PSDB          | Sim   |
| Distrito Federal    | Valmir Campelo         | PTB           | Sim   |
| Mato Grosso do Sul  | Wilson Martins         | PMDB          | Falta |

### No plenário, quanto ao prosseguimento
Fernando Collor renuncia ao mandato presidencial em 29 de dezembro. Mesmo assim, o plenário do Senado Federal decide continuar com o julgamento, com a votação pelo prosseguimento do processo de impeachment. 73 senadores votaram a favor e 8 contra; não houve nenhuma abstenção, nem ausência.

### No plenário, quanto à inelegibilidade
No mesmo dia em que decidiu pelo prosseguimento do impeachment de Collor (mais especificamente na madrugada do dia 30), o plenário do Senado Federal aprovou a proposta de torná-lo inelegível por oito anos. Foram 76 votos favoráveis e 3 contrários; dois não votaram (não era permitida a abstenção) e não houve nenhuma ausência. Sendo assim, Collor ficou sem direitos políticos até 2000. Ele tentou concorrer à Presidência da República em 1998 e à prefeitura de São Paulo em 2000, mas com a Lei Eleitoral de 1997, o primeiro pleito após recuperar a elegibilidade ocorreu em 2002, quando disputou o governo de Alagoas. 

#### Votos
Pelo prosseguimento do processo de impeachment
| Votos necessários para o prosseguimento: 41 |   |   |
| \| 73 \| 8 \| 0 \|                          |   |   |
| 73                                          | 8 | 0 |

Pela inelegibilidade
| Votos necessários para a inelegibilidade: 54 |   |   |
| \| 76 \| 3 \| 2 \|                           |   |   |
| 76                                           | 3 | 2 |

| UF                  | Senador                | Partido       | Voto       |
| ------------------- | ---------------------- | ------------- | ---------- |
| Paraná              | Affonso Camargo        | PTB           | Sim        |
| Sergipe             | Albano Franco          | PRN           | Sim        |
| Minas Gerais        | Alfredo Campos         | PMDB          | Sim        |
| Piauí               | Álvaro Pacheco         | PFL           | Sim        |
| Pará                | Almir Gabriel          | PSDB          | Sim        |
| Acre                | Aluísio Bezerra        | PMDB          | Sim        |
| Amazonas            | Amazonino Mendes       | PDC           | Sim        |
| Rondônia            | Amir Lando             | PMDB          | Sim        |
| Paraíba             | Antônio Mariz          | PMDB          | Sim        |
| Amazonas            | Áureo Melo             | PRN           | Não        |
| Maranhão            | Bello Parga            | PFL           | Sim        |
| Ceará               | Beni Veras             | PSDB          | Sim        |
| Amazonas            | Carlos De' Carli       | PTB           | Sim        |
| Tocantins           | Carlos Patrocínio      | PFL           | Sim        |
| Roraima             | César Dias             | PMDB          | Sim        |
| Piauí               | Chagas Rodrigues       | PSDB          | Sim        |
| Ceará               | Cid Saboia de Carvalho | PMDB          | Sim        |
| Rio de Janeiro      | Darcy Ribeiro          | PDT           | Sim        |
| Rio Grande do Norte | Dario Pereira          | PFL           | Sim        |
| Santa Catarina      | Dirceu Carneiro        | PSDB          | Sim        |
| Alagoas             | Divaldo Suruagy        | PMDB          | Sim        |
| São Paulo           | Eduardo Suplicy        | PT            | Sim        |
| Espírito Santo      | Élcio Álvares          | PFL           | Sim        |
| Maranhão            | Epitácio Cafeteira     | (Sem partido) | Sim        |
| Santa Catarina      | Esperidião Amin        | PDS           | Sim        |
| São Paulo           | Eva Blay               | PSDB          | Sim        |
| Acre                | Flaviano Melo          | PMDB          | Sim        |
| Sergipe             | Francisco Rollemberg   | PFL           | Sim        |
| Rio Grande do Norte | Garibaldi Alves Filho  | PMDB          | Sim        |
| Espírito Santo      | Gérson Camata          | PDC           | Sim        |
| Alagoas             | Guilherme Palmeira     | PFL           | Não votou* |
| Amapá               | Henrique Almeida       | PFL           | Sim        |
| Paraíba             | Humberto Lucena        | PMDB          | Sim        |
| Rio de Janeiro      | Hydekel Freitas        | PFL           | Sim        |
| Goiás               | Iram Saraiva           | PMDB          | Sim        |
| Goiás               | Irapuan Costa Júnior   | PMDB          | Sim        |
| Pará                | Jarbas Passarinho      | PDS           | Sim        |
| Espírito Santo      | João Calmon            | PMDB          | Sim        |
| Roraima             | João França            | PDS           | Sim        |
| Tocantins           | João Rocha             | PFL           | Sim        |
| Amapá               | Jonas Pinheiro Borges  | PTB           | Sim        |
| Bahia               | Josaphat Marinho       | PFL           | Sim        |
| Rio Grande do Sul   | José Fogaça            | PMDB          | Sim        |
| Rio Grande do Sul   | José Paulo Bisol       | PSB           | Sim        |
| Paraná              | José Richa             | PSDB          | Sim        |
| Amapá               | José Sarney            | PMDB          | Sim        |
| Mato Grosso         | Júlio Campos           | PFL           | Sim        |
| Minas Gerais        | Júnia Marise           | PRN           | Sim        |
| Bahia               | Jutaí Magalhães        | PSDB          | Sim        |
| Pará                | Juvêncio Dias          | (Sem partido) | Sim        |
| Rio Grande do Norte | Lavoisier Maia         | PDT           | Sim        |
| Mato Grosso do Sul  | Levy Dias              | PTB           | Sim        |
| Mato Grosso         | Louremberg Nunes Rocha | PTB           | Sim        |
| Sergipe             | Lourival Baptista      | PFL           | Sim        |
| Piauí               | Lucídio Portela        | PDS           | Não votou* |
| Paraná              | Luís Alberto           | PTB           | Sim        |
| Maranhão            | Magno Bacelar          | PDT           | Sim        |
| Pernambuco          | Mansueto de Lavor      | PMDB          | Sim        |
| Mato Grosso         | Márcio Lacerda         | PMDB          | Sim        |
| Pernambuco          | Marco Maciel           | PFL           | Sim        |
| São Paulo           | Mário Covas            | PSDB          | Sim        |
| Roraima             | Marluce Pinto          | PTB           | Sim        |
| Ceará               | Mauro Benevides        | PMDB          | Sim        |
| Distrito Federal    | Meira Filho            | PFL           | Sim        |
| Tocantins           | Moisés Abrão           | PDC           | Sim        |
| Acre                | Nabor Júnior           | PMDB          | Sim        |
| Rio de Janeiro      | Nelson Carneiro        | PMDB          | Sim        |
| Santa Catarina      | Nelson Wedekin         | PDT           | Sim        |
| Pernambuco          | Ney Maranhão           | PRN           | Não        |
| Rondônia            | Odacir Soares          | PFL           | Não        |
| Goiás               | Onofre Quinan          | PMDB          | Sim        |
| Rio Grande do Sul   | Pedro Simon            | PMDB          | Sim        |
| Distrito Federal    | Pedro Teixeira         | PDT           | Sim        |
| Mato Grosso do Sul  | Rachid Saldanha Derzi  | PRN           | Sim        |
| Paraíba             | Raimundo Lira          | PFL           | Sim        |
| Rondônia            | Ronaldo Aragão         | PMDB          | Sim        |
| Minas Gerais        | Ronan Tito             | PMDB          | Sim        |
| Bahia               | Ruy Barcelar           | PMDB          | Sim        |
| Alagoas             | Teotônio Vilela Filho  | PSDB          | Sim        |
| Distrito Federal    | Valmir Campelo         | PTB           | Sim        |
| Mato Grosso do Sul  | Wilson Martins         | PMDB          | Sim        |

 Votou "sim" pelo prosseguimento do processo de impeachment
 Votou "não" pelo prosseguimento do processo de impeachment
* Não era permitida a abstenção
Como visto na tabela, três senadores votaram contra o prosseguimento do impeachment de Collor, porém votaram pela sua inelegibilidade:
- Jarbas Passarinho (PDS-PA)
- Josaphat Marinho (PFL-BA)
- Meira Filho (PFL-DF)

Dois senadores votaram contra o prosseguimento do impeachment de Collor e não participaram da votação pela sua inelegibilidade:
- Guilherme Palmeira (PFL-AL)
- Lucídio Portella (PDS-PI)

Tamanho das Bancadas
|               | Bancada em 2 dez 1992 | Bancada em 30 dez 1992 | Orientação em 2 dez 1992 | Orientação em 30 dez 1992 |
| PMDB          | 26                    | 26                     |                          |                           |
| PFL           | 17                    | 17                     |                          |                           |
| PSDB          | 9                     | 9                      |                          |                           |
| PTB           | 8                     | 8                      |                          |                           |
| PDT           | 5                     | 5                      |                          |                           |
| PRN           | 5                     | 5                      |                          |                           |
| PDS           | 4                     | 4                      |                          |                           |
| PDC           | 4                     | 3                      |                          |                           |
| PSB           | 1                     | 1                      |                          |                           |
| PT            | 1                     | 1                      |                          |                           |
| (Sem partido) | 1                     | 2                      |                          |                           |